# Kreisgericht Löwenberg
Das Kreisgericht Löwenberg war ein preußisches Kreisgericht in der damaligen Provinz Schlesien mit Sitz in der Stadt Löwenberg.

## Geschichte
In Bezirk des Kreisgerichts Löwenberg bestanden bis 1849 das königliche Land- und Stadtgericht Löwenberg sowie viele Patrimonialgerichte.
1849 wurden in Preußen einheitlich Kreisgerichte geschaffen. Hierbei wurde die Patrimonialgerichtsbarkeit abgeschafft und die Patrimonialgerichte wurden aufgehoben. Auch die eingangs genannten Gerichte wurden aufgehoben und es entstand das Königliche Kreisgericht Löwenberg im Sprengel des Appellationsgerichts Glogau. Es war für den Kreis Löwenberg zuständig.
Zuständiges Schwurgericht war das Kreisgericht Bunzlau. Am Gericht waren 1870 ein Direktor und zehn Kreisrichter eingesetzt. 1870 betrug die Zahl der Gerichtseingesessenen 69.369. Gerichtskommissionen bestanden in Friedeberg am Queis, Greiffenberg, Lähn und Liebenthal. Gerichtstage wurden in Ullersdorf gehalten.
Im Rahmen der Reichsjustizgesetze wurde das Gerichtswesen in Deutschland 1879 vereinheitlicht. Damit wurde das Kreisgericht Löwenberg aufgehoben und das königlich preußische Amtsgericht Löwenberg mit Wirkung zum 1. Oktober 1879 als eines von 12 Amtsgerichten im Bezirk des Landgerichtes Hirschberg als Nachfolger gebildet. Auch die meisten Gerichtskommissionen wurden in Amtsgerichte (Amtsgericht Friedeberg, Amtsgericht Greiffenberg und Amtsgericht Lähn) umgewandelt.